# Siliștea Gumești
Siliștea Gumești is een Roemeense gemeente in het district Teleorman.
Siliștea Gumești telt 2680 inwoners.